# Streljaštvo na Mediteranskim igrama 2013.
Streljaštvo na Mediteranskim igrama 2013. održano je od 23. do 28. lipnja. Najuspješnija država je bila Italija s osvojenih šest zlatnih medalja, Hrvatska je osvojila dvije brončane medalje.

## Osvajači medalja

### Muškarci
| Kategorija         | Zlato                         | Srebro                        | Bronca                       |
| Zračni pištolj 10m | Pablo Carrera Španjolska      | Yusuf Dikeç Turska            | Damir Mikec Srbija           |
| Zračna puška 10m   | Niccolò Campriani Italija     | Halil Ibrahim Öztürk Turska   | Mickael D'Halluin Francuska  |
| Pištolj 50m        | Yusuf Dikeç Turska            | Francesco Bruno Italija       | Pablo Carrera Španjolska     |
| Puška 50m          | Valérian Sauveplane Francuska | Marco De Nicolo Italija       | Bojan Đurković Hrvatska      |
| Puška 50m trostav  | Marco De Nicolo Italija       | Valérian Sauveplane Francuska | Rajmond Debevec Slovenija    |
| Muški skit         | Luigi Lodde Italija           | Georgios Achilleos Cipar      | Efthymios Mitas Grčka        |
| Trap               | Giovanni Pellielo Italija     | Massimo Fabbrizi Italija      | Giovanni Cernogoraz Hrvatska |
| Dvostruki trap     | William Chetcuti Malta        | Antonino Barillà Italija      | Yavuz Ilnam Turska           |

### Žene
| Kategorija         | Zlato                       | Srebro                   | Bronca                        |
| Zračni pištolj 10m | Céline Goberville Francuska | Zorana Arunović Srbija   | Petra Dobravec Slovenija      |
| Zračna puška 10m   | Petra Zublasing Italija     | Ivana Maksimović Srbija  | Émilie Évesque Francuska      |
| Pištolj 25m        | Zorana Arunović Srbija      | Agathi Kasoumi Grčka     | Jasna Šekarić Srbija          |
| Puška 50m trostav  | Ivana Maksimović Srbija     | Petra Zublasing Italija  | Andrea Arsović Srbija         |
| Trap               | Jessica Rossi Italija       | Fátima Gálvez Španjolska | Alessandra Perilli San Marino |